# Łapy-Kołpaki
Łapy-Kołpaki – wieś w Polsce położona w województwie podlaskim, w powiecie białostockim, w gminie Łapy.
Wieś zajmuje powierzchnię 87 ha.
Zaścianek szlachecki Kołpaki należący do okolicy zaściankowej Łapy położony był w drugiej połowie XVII wieku w powiecie suraskim ziemi bielskiej województwa podlaskiego. W latach 1975–1998 miejscowość administracyjnie należała do województwa białostockiego.